# 원시 텍스트
원시 텍스트 또는 소스 텍스트(source text)는 정보나 아이디어가 파생되는 텍스트(때때로 구두)이다. 번역에서 원시 텍스트는 다른 언어로 번역되는 원본이 되는 텍스트이다.

## 같이 보기
- 소스 (언론)
- 소스
- 텍스트
- 위키문헌